# Bägarklynne
Bägarklynne (Valerianella coronata) är en kaprifolväxtart som först beskrevs av Carl von Linné, och fick sitt nu gällande namn av Dc. Enligt Catalogue of Life ingår Bägarklynne i släktet klynnen och familjen kaprifolväxter, men enligt Dyntaxa är tillhörigheten istället släktet klynnen och familjen kaprifolväxter. Arten förekommer tillfälligt i Sverige, men reproducerar sig inte. Inga underarter finns listade i Catalogue of Life.

## Bildgalleri

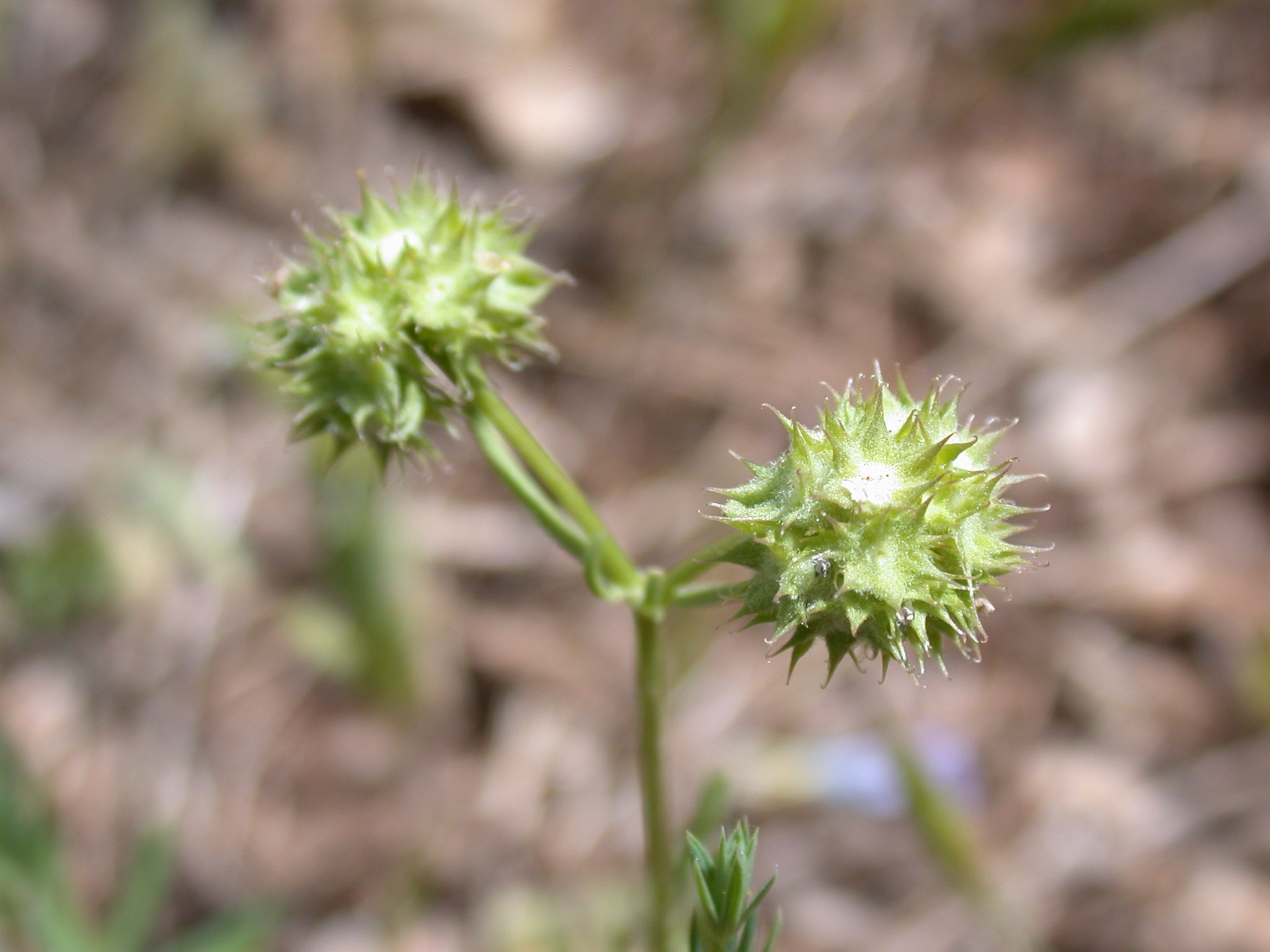